# Ratnagiri
Ratnagiri là một thành phố và là nơi đặt hội đồng đô thị (municipal council) của quận Ratnagiri thuộc bang Maharashtra, Ấn Độ.

## Địa lý
Ratnagiri có vị trí 16°59′B 73°18′Đ / 16,98°B 73,3°Đ Nó có độ cao trung bình là 11 mét (36 feet).

## Nhân khẩu
Theo điều tra dân số năm 2001 của Ấn Độ, Ratnagiri có dân số 70.335 người. Phái nam chiếm 53% tổng số dân và phái nữ chiếm 47%. Ratnagiri có tỷ lệ 80% biết đọc biết viết, cao hơn tỷ lệ trung bình toàn quốc là 59,5%: tỷ lệ cho phái nam là 84%, và tỷ lệ cho phái nữ là 76%. Tại Ratnagiri, 11% dân số nhỏ hơn 6 tuổi.